# Eric Bischof
Eric Bischof ist ein deutscher Politiker und seit dem 13. Ordentlichen Bundesparteitag von Volt Deutschland am 15. Dezember 2024 Bundesvorsitzender dieser Partei.

## Leben
Bischof studierte von 1981 bis 1991 an der RWTH Aachen und schloss mit einer Promotion in Naturwissenschaften ab.
Von 1991 bis 2022 war er in der Industrie international tätig, zuletzt mit globaler Verantwortung für das Querschnittsthema Nachhaltigkeit eines DAX-Unternehmens. 
Von 2022 bis 2024 war Bischof Mitglied des Vorstands und Landesschatzmeister des Landesverbandes von Volt in Nordrhein-Westfalen. Zuvor war er ab 2019 zunächst Finanzkoordinator und später City Lead in Leichlingen. 
Auf dem Online-Bundesparteitag am 15. Dezember 2024 wurde er zum neuen Bundesvorsitzenden von Volt Deutschland gewählt. Sein Vorgänger war Tim Marton, der ebenfalls aus Nordrhein-Westfalen stammt.